# جک (پرچم)

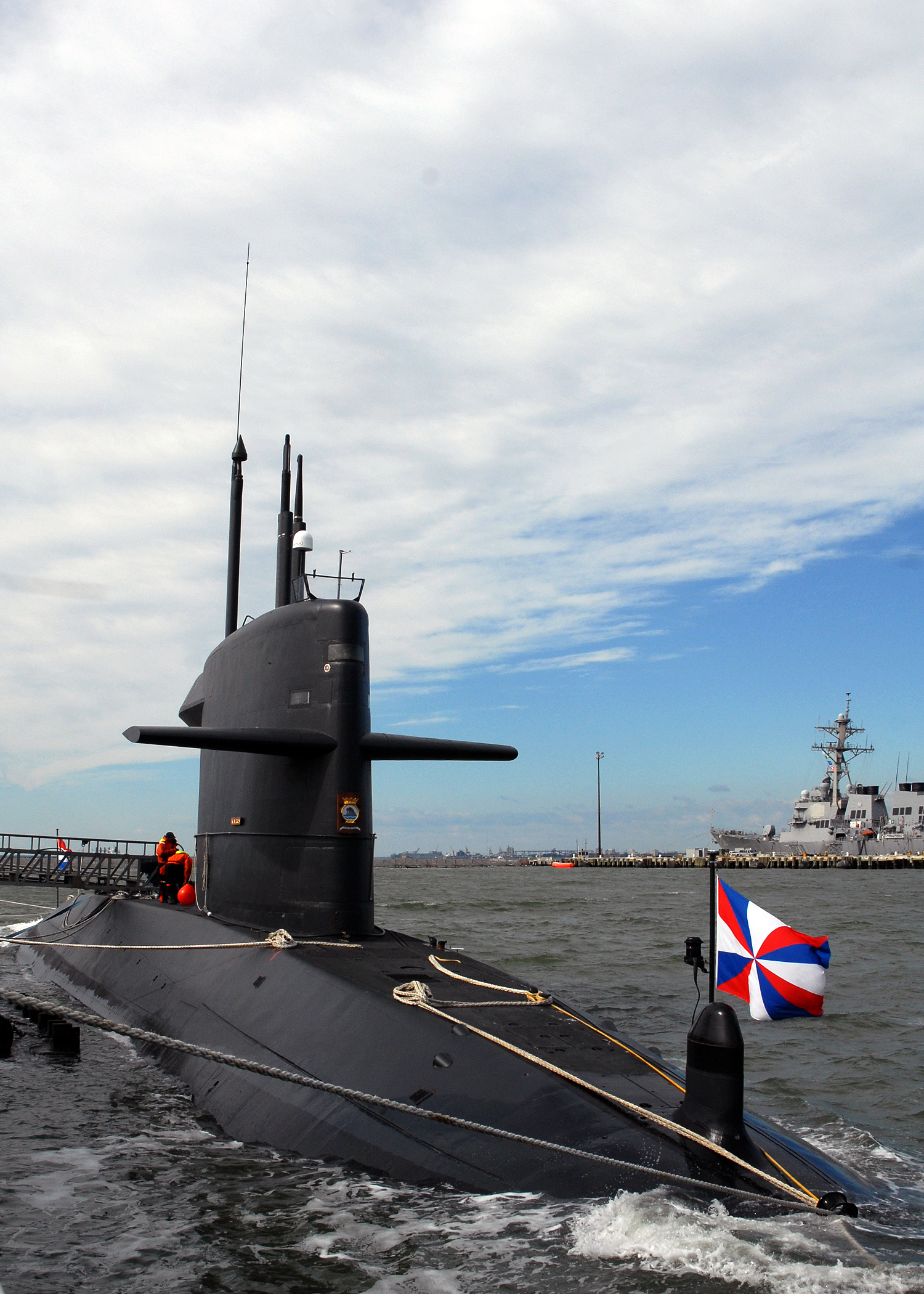
جک نیروی دریایی سلطنتی هلند

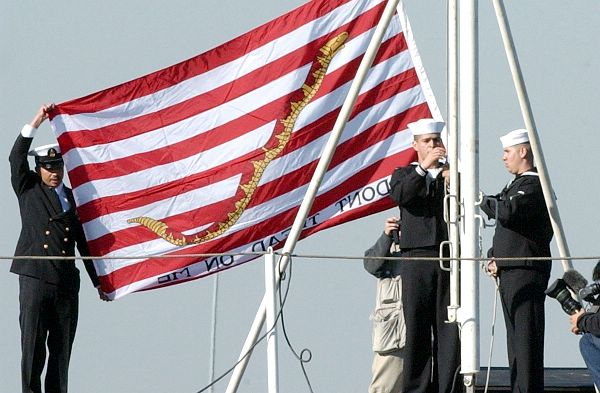
جک نیروی دریایی ایالات متحده (۲۰۰۲–۲۰۱۹) در دسامبر ۲۰۱۱ بر روی میز جک USS Kitty Hawk نصب شد

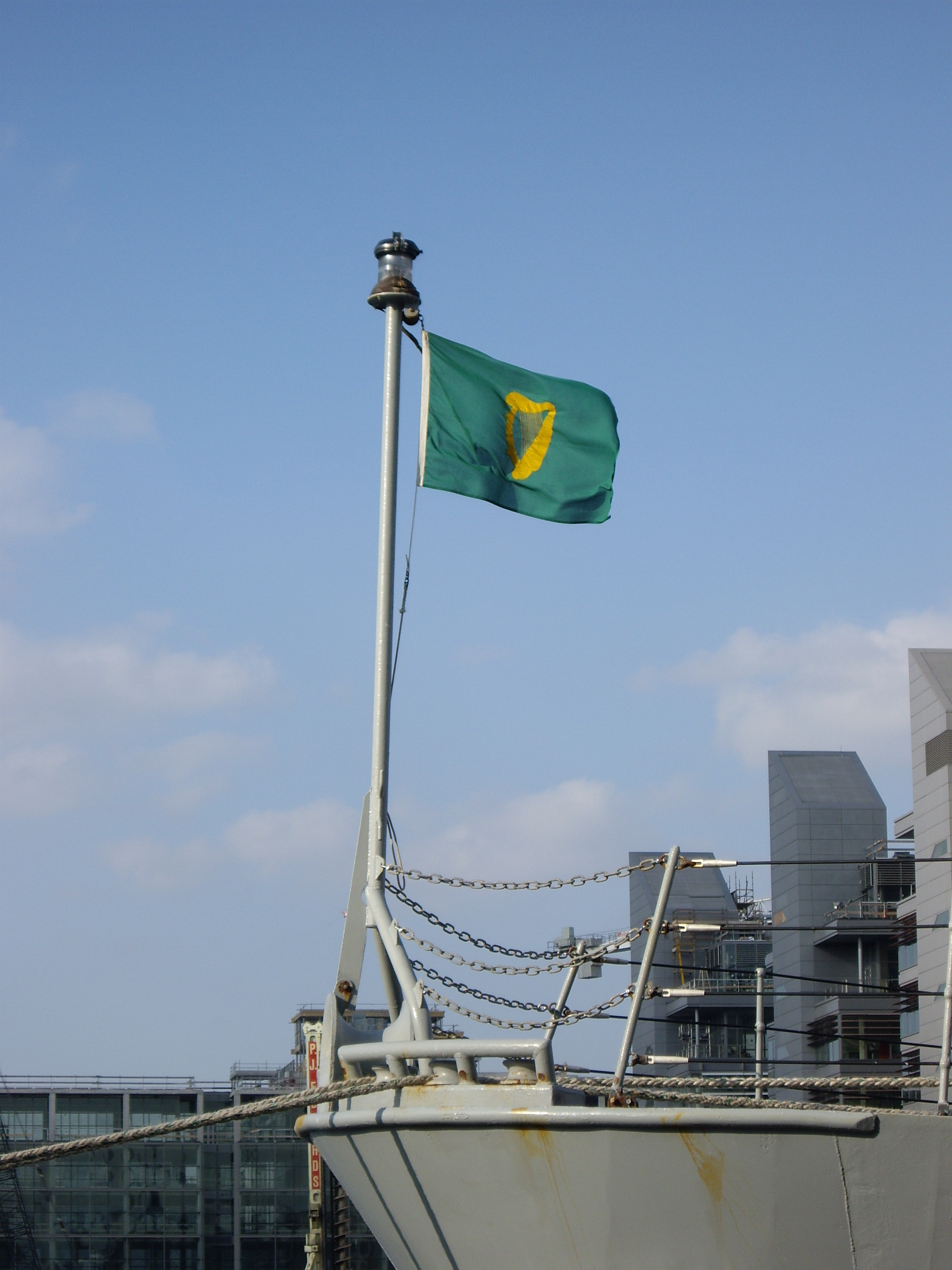
جک نیروی دریایی ارتش ایرلند

جک پرچمی است که از یک میله کوتاه در سینه کشتی (جلو) کشتی به اهتزاز در می‌آید، در حالی که پرچم دریایی در پاشنه کشتی (عقب) به اهتزاز در می‌آید. جک‌های روی کمان یا دکل کشتی در سده هفدهم ظاهر شدند. یک کشور ممکن است جک‌های مختلفی برای اهداف مختلف داشته باشد، به خصوص زمانی که (مانند بریتانیا و هلند) جک دریایی برای کشتی‌های دیگر ممنوع است. بریتانیا یک جک رسمی مدنی دارد. هلند چندین مورد غیررسمی دارد. در برخی کشورها، کشتی‌های سایر مؤسسات دولتی ممکن است با جک دریایی پرواز کنند، مانند کشتی‌های گارد ساحلی ایالات متحده و اداره ملی اقیانوسی و جوی در مورد جک ایالات متحده. برخی از ارگان‌های دولت بریتانیا جک‌های دپارتمان خود را دارند. کشتی‌های تجاری یا تفریحی ممکن است پرچم یک تقسیمات کشوری (ایالت، استان، زمین) یا شهرداری را در کمان به اهتزاز درآورند. کشتی‌های تجاری ممکن است پرچم خانه را به اهتزاز درآورند. قایق‌های تفریحی ممکن است پرچم باشگاه یا افسر یا علامت خصوصی مالک را در کمان به اهتزاز درآورند. عمل ممکن است توسط قانون، عرف یا قضاوت شخصی تنظیم شود.

## استفاده

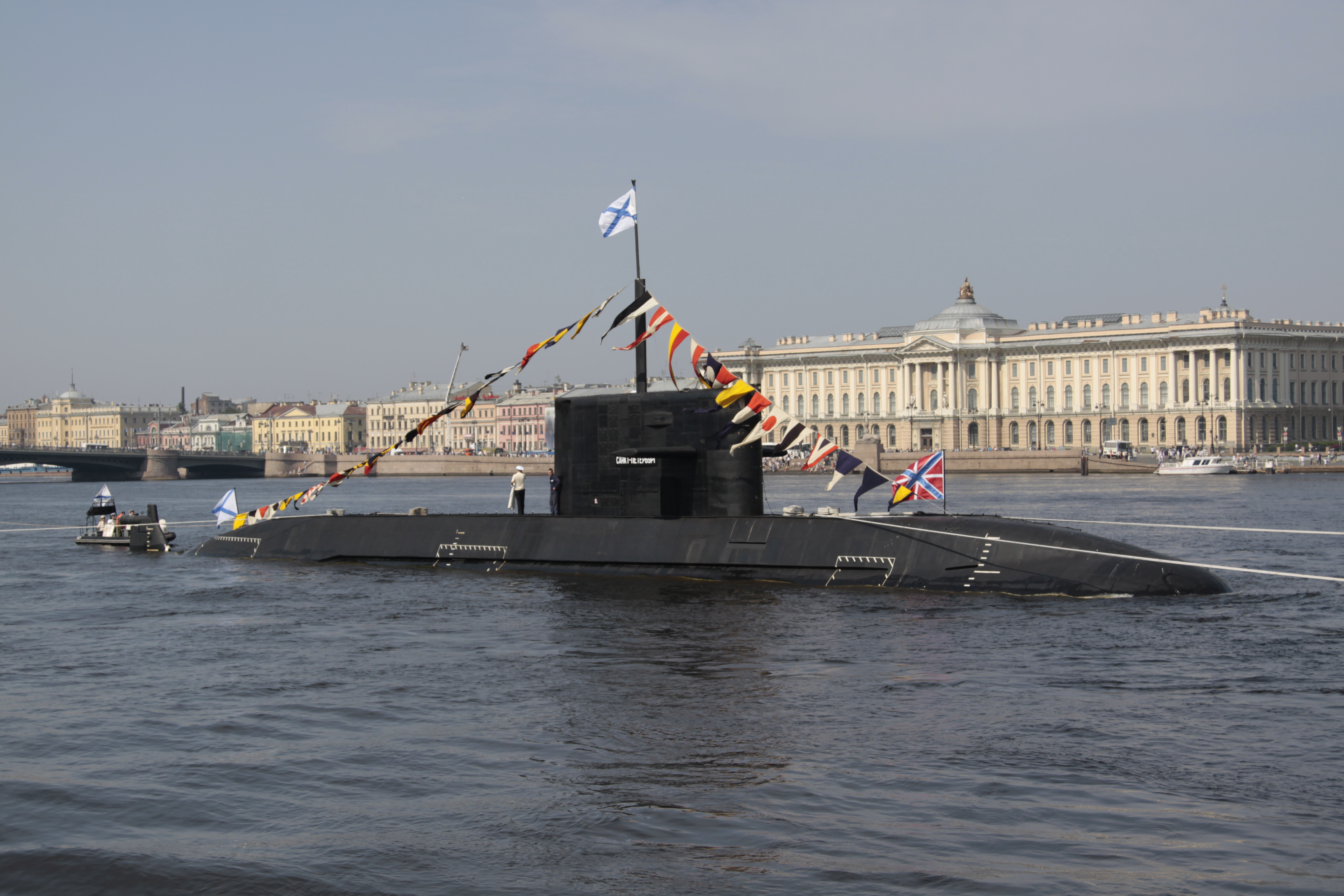
زیردریایی نیروی دریایی روسیه سنکت پتربورگ جک نیروی دریایی روسیه را در کمان و پرچمدار نیروی دریایی را در قسمت عقب نشان می‌دهد.

جک نیروی دریایی معمولاً زمانی پرواز می‌کند که کشتی در حرکت نیست، اما لنگر انداخته یا لنگر می‌گیرد، یا زمانی که در موقعیت‌های خاص لباس کامل می‌پوشد. یونیون جک نیروی دریایی سلطنتی باید زمانی که خط اول در ساحل است، هنگام آمدن در کنار آن، بالا برود. همان مقررات توسط نیروی دریایی سلطنتی کانادا اعمال می‌شود.
در ایالات متحده، First Navy Jack نیز به عنوان تکه‌های آستین دوزی شده توسط نیروی دریایی ایالات متحده بر روی یونیفرم‌های آن استفاده می‌شود.

## اشکال و طرح‌ها
جک‌های دریایی معمولاً مستطیل شکل، اغلب مربعی شکل و کوچکتر از پرچم ملی یا پرچم جنگ هستند. برخی از کشورها نسخه کوچکتری از پرچم ملی یا جنگی یا کانتون آن را به تنهایی برافراشته می‌کنند. فرانسه و برخی از کشورهای دیگر از یک پرچم یا پرچم برای همه مقاصد، غیرنظامی یا نظامی و همچنین به عنوان جک نیروی دریایی خود استفاده می‌کنند. ژاپن و برخی از کشورهای دیگر با نشان‌های داخلی و جنگی با طرح‌های مختلف، نشان مدنی را به صورت جک و نشان جنگی را در جلوی کشتی به پرواز درمی‌آورند. برخی از کشورها از نسخه مربعی و کوتاه شده پرچم ملی استفاده می‌کنند. گروه بزرگ‌تری از جک‌ها نشان ملی کشور را یا به‌عنوان یک بنر یا به‌عنوان آرم سینه نمایش داده شده در زمین نشان می‌دهند. اکثر کشورها طرح کاملاً متفاوتی را برای جک‌های دریایی خود انتخاب کرده‌اند که اغلب با برخی از نمادهای ملی یا دریایی و معمولاً با همان رنگ‌هایی که در پرچم آنها وجود دارد.

## نشان جنگ به‌عنوان جک
کشورهایی که از نشان جنگی خود به‌عنوان جک نیز استفاده می‌کنند، معمولاً نسخه کوچکتری را در کمان به پرواز درمی‌آورند.
- جک نیروی دریایی دانمارک
- جک نیروی دریایی مصر
- جک نیروی دریایی آلمان
- جک گارد ساحلی ایسلند
- جک نیروی دریایی سوئد

## پرچم جنگ به‌عنوان جک

جک نیروی دریایی چین

## نسخه مربعی پرچم ملی به عنوان جک

جک نیروی دریایی بلژیک
جک نیروی دریایی نروژ
جک نیروی دریایی رومانی

## کانتون پرچم ملی به‌عنوان جک

جک نیروی دریایی شیلی
جک نیروی دریایی یونان
جک نیروی دریایی لیبریا
جک نیروی دریایی جمهوری چین
جک نیروی دریایی تونگا
جک نیروی دریایی ایالات متحده، همچنین توسط سایر کشتی‌های دولت فدرال و غیرنظامیان پرواز می‌کند

## نشان ملی به‌عنوان جک
- جک نیروی دریایی کلمبیا
- جک نیروی دریایی کرواسی
- جک نیروی دریایی جمهوری دومینیکن
- جک نیروی دریایی فنلاند
- جک نیروی دریایی ایران
- جک نیروی دریایی لیتوانی
- جک نیروی دریایی مونته‌نگرو
- جک نیروی دریایی پرو
- جک نیروی دریایی پرتغال
- جک نیروی دریایی اسپنیا
- جک نیروی دریایی اوکراین در سال ۱۹۹۳